# Узунджово
Узунджово е село в Южна България. То се намира в община Хасково, област Хасково.

## География
Селото се намира на еднакво разстояние от Дунав, Бяло море и Черно море.

## История
Узунджово е едно от най-известните села по времето на Османската империя. В него се е провеждал прочутият Узунджовски панаир, който събирал стотици търговци от цяла Европа и Азия.
Според местно предание по време на османското нашествие е разрушено тогавашното село и църквата му „Успение Богородично“. По заповед на султан Баязид на мястото на разрушеното селище е изграден крайпътен хан, около който впоследствие възниква малко турско селище под името Узунджа ова. Известният османски пътешественик Евлия Челеби посещава Узунджово в края на 17 век и пише следното:
| „ | После минахме град Харманли и за 5 часа стигнахме в град Узунджа ова, сред едно широко поле на територията на Чирменския санджак. Има един голям, приличащ на крепост хан, подобен на който може да бъде само оня сарай в Татар Пазарджик, построен от Мактул Ибрахим паша. По своята здравина тази бележита постройка може би е по-здрава от оная в Пазарджик. Има 80 огнища, уютен отвън и отвътре, с голям обор – това е един импозантен хан. Градът има една джамия, няколко малки ханчета, една оживена чаршия с две железни врати, прилични на врати на крепост, като всички са покрити със синкаво олово. Има още около сто бедняшки къщи, но няма вода. | “ |

## Население
Численост
Численост на населението според преброяванията през годините:
| \| Година на преброяване \| Численост \| \| --------------------- \| --------- \| \| 1934 \| 2138 \| \| 1946 \| 2187 \| \| 1956 \| 2380 \| \| 1965 \| 2259 \| \| 1975 \| 2263 \| \| 1985 \| 1867 \| \| 1992 \| 1597 \| \| 2001 \| 1740 \| \| 2011 \| 1778 \| \| 2021 \| 1699 \| |           |
| Година на преброяване | Численост |
| 1934 | 2138      |
| 1946 | 2187      |
| 1956 | 2380      |
| 1965 | 2259      |
| 1975 | 2263      |
| 1985 | 1867      |
| 1992 | 1597      |
| 2001 | 1740      |
| 2011 | 1778      |
| 2021 | 1699      |

### Етнически състав
Преброяване на населението през 2011 г.
Численост и дял на етническите групи според преброяването на населението през 2011 г.:
|                     | Численост | Дял (в %) |
| Общо                | 1778      | 100       |
| Българи             | 1188      | 66,81     |
| Турци               | 37        | 2,08      |
| Цигани              | 517       | 29,07     |
| Други               | 3         | 0,16      |
| Не се самоопределят | 14        | 0,78      |
| Неотговорили        | 19        | 1,06      |

## Културни и природни забележителности
- Успение Богородично, православна църква, която в миналото е била джамия.

## Редовни събития
- 21 май – Константин и Елена – ежегоден общоселски събор

## Личности
- Вълчо Вангелов-роден 1921 г. Завършил право в СУ. Активен деятел на Български земеделски народен съюз - Никола Петков. От 1948 г. е политически емигрант. Дългогодишен спикер и директор на българската секция на радио Париж. Има две дъщери.
- Пандо Ванчев (1919) - политик от БЗНС

## Приятелство
Край селото се намира бивше военно летище – 18 авиобаза на ВВС. Летището е закрито през 1998 година и не работи.
- Зъбовадачи, фокусници и най-вече търговци на Узунджовския панаир[неработеща препратка]